# Carlo Masi
Carlo Masi, pseudônimo de Ruggero Freddi (Roma, 6 de outubro de 1976), é um ex-ator pornográfico e professor universitário italiano.

## Biografia
Aos 14 anos, Carlo começou a dedicar-se à academia de ginástica, praticando musculação assiduamente.
Em 2002, quando estava terminando seu primeiro ciclo de estudos universitários, ele mudou-se para o Canadá e posteriormente para a cidade de Nova York. Em 2004, obteve seu primeiro diploma em engenharia informática e depois de ter trabalhado brevemente em um laboratório de inteligência artificial,⁣ ele foi convocado pela companhia Colt Studio como modelo exclusivo, tornando-se um dos atores pornôs gay mais reconhecidos iconográficos.

## Carreira pornográfica
Em 2004, depois de ser descoberto on-line pelo recrutador do COLT Studio Group, ele começou a formar parte da indústria da pornografia gay e gravou seu primeiro filme, Big N 'Plenty.
Após o sucesso do filme, os estúdios da COLT Studio Group o contrataram como modelo exclusivo. Assim, participou de muitas iniciativas e gravou uma dúzia de filmes em dois anos de trabalho. Apreciado pela sua masculinidade e por possuir um corpo musculoso e peludo, ele sempre promoveu o sexo seguro, ⁣ mostrando muita proximidade com o mundo LGBT italiano.
Em dezembro de 2007, ele anunciou, junto com seu parceiro, ator e modelo argentino da COLT Studio Group Adam Champ, sua intenção de se separar da produtora.
Em abril de 2008, no entanto, a companhia renova o contrato de ambos.
Também junto a Champ, fundou o Fush Fush Group, uma das primeiras agências de serviços italianas especializadas no fornecimento de modelos gays para clubes e eventos e participou em numerosas entrevistas e programas de televisão no México.
Em 2006, ele foi escolhido como "cover man" para o COLT40, um livro com fotografias lançado para comemorar o quadragésimo aniversário da produtora.
Em 2009, as companias COLT Studio Group e Calaexotics lançaram no mercado um vibrador que reproduz o pênis de Carlo Masi, tornando-o o primeiro ator pornô italiano com um vibrador comercializado. O vibrador de Carlo Masi também foi divulgado no programa de televisão italiano Chiambretti Night, onde Carlo foi convidado várias vezes. No mesmo ano ele foi nomeado o primeiro COLT Man EMETIRUS na história da COLT Studio Group.
Em 2009, ele abandonou oficialmente sua carreira pornográfica para se dedicar primeiro ao teatro e depois à atividade universitária.

## Carreira no teatro
Em 2009, estreou no teatro com Senzaparole, uma resenha da Act Without Words de Samuel Beckett, dirigida por Andrea Adriatico e encenada em Bolonha com a companhia Teatri di Vita e em Roma no Teatro Índia.

## Carreira na universidade
Após a experiência teatral, ele se dedicou a um segundo ciclo de estudos universitários que o levou a obter um diploma em matemática, primeiro de três anos e depois um mestrado, com uma pontuação de 110 cum laude. Seu doutorado em matemática foi um estudo sobre a aplicação da teoria de Morse a um Problema de Dirichlet, remontado às Equação de Poisson.
Durante seu doutorado, trabalhou como professor de Análise 1 e Análise 2 para a Faculdade de Engenharia da Universidade de Roma "La Sapienza" de Roma, mesma instituição onde obteve seu diploma universitário. Além disso, ele foi eleito duas vezes como representante do corpo docente e uma vez como representante dos alunos de doutorado.
Em 2020, ele obteve seu doutorado e deixou o mundo universitário devido a um caso de trabalho sem carteira que o levou a denunciar a universidade. Atualmente o processo legal está em andamento.

## Atenção da mídia
Em 2017, um artigo do jornal italiano La Repubblica trouxe à tona seu passado como ator pornô, dando vida a um caso de mídia. A história é contada por inúmeros jornais em todo o mundo, incluindo o New York Post, a CNN turca e o Daily Mail. Os artigos da história aparecem na Rússia, Romênia, Indonésia, Coreia do Sul, China, Austrália, México, Alemanha, Taiwan, Índia, Nova Zelândia, Croácia, Hungria, Sérvia, Bélgica, Grécia e muitos outros países. Como resultado desse caso, ele é convidado de inúmeras transmissões de televisão em todo o mundo, incluindo a espanhola La vida con Samanta, a grega Annita gr live e as italianas Tagadà, I Fatti Vostri e Pommeriggio Cinque.
Em 2020, o grupo Rizzoli publica o livro do escritor vencedor do Prêmio Strega Walter Siti “La natura è innocente-due vite quasi vere” (A natureza é inocente - Duas vidas quase reais). Este livro contém duas biografias, contadas em capítulos alternativos, em que uma delas é a de Ruggero Freddi.
Em 2023 o Ruggero está de novo nas notícias enquanto ganha um processo contra a universidade para a qual trabalha, por tê-lo despedido e por não lhe pagar pelo trabalho realizado.

## Vida privada
Em 2015, ele casou-se com o príncipe Giovanni Fieschi Ravaschieri Del Drago, na cidade do Porto, em Portugal. Em 2016, ele tornou-se viúvo.
Durante sua participação no programa da televisão italiana Pommeriggio Cinque, propôs matrimônio a seu parceiro Gustavo Leguizamon (nome real do ator pornô Adam Champ). A união civil foi comemorada no dia 4 de maio de 2018 e transmitida ao vivo pelo programa de televisão Pomeriggio Cinque.

## Filmografia
| Ano  | Título                                    | Estúdio              | Diretor                            |
| ---- | ----------------------------------------- | -------------------- | ---------------------------------- |
| 2004 | Big 'N Plenty                             | Colt Studios         | John Rutherford                    |
| 2004 | Muscle Up!                                | Colt Studios         | John Rutherford                    |
| 2004 | Buckleroose - Special Collectable Edition | Colt Studios         | John Rutherford                    |
| 2004 | eXposed: The Making Of A Legend           | Colt Studios         | John Rutherford                    |
| 2005 | Minute Man 23                             | Colt Studios         | John Rutherford                    |
| 2005 | Wide Strokes                              | Colt Studios         | John Rutherford                    |
| 2006 | Dual: Taking it Like a Man                | Colt Studios         | John Rutherford                    |
| 2006 | Man Country                               | Colt Studios         | John Rutherford                    |
| 2006 | Waterbucks 2                              | Colt Studios         | John Rutherford                    |
| 2007 | Naked Muscles: The New Breed              | Colt Studios         | John Rutherford                    |
| 2007 | Hawai'i                                   | Colt Studios         | John Rutherford                    |
| 2007 | Paradise Found (no sex)                   | Buckshot Productions | Steve Landess and Kristofer Weston |
| 2009 | Hot Bods                                  | Colt Studios         | John Rutherford                    |
| 2009 | MuscleHeads                               | Colt Studios         | John Rutherford                    |
| 2010 | Colt Icon: Luke Garrett                   | Colt Studios         | John Rutherford                    |
| 2014 | Top Shots                                 | Colt Studios         | John Rutherford                    |
| 2014 | Top Shots 3                               | Colt Studios         | John Rutherford                    |

## Awards
| Ano  | Prêmio        | Categoria               | Filme                               | Parceiro  | Resultado |
| ---- | ------------- | ----------------------- | ----------------------------------- | --------- | --------- |
| 2005 | GayVN Award   | Melhor Cena de Sexo     | Big 'N Plenty (2004)                | Karim     | Indicado  |
| 2006 | HeatGay Award | Melhor Ator             | –                                   | –         | Venceu    |
| 2008 | XBIZ Award    | Performador LGBT do Ano | –                                   | –         | Indicado  |
| 2008 | GayVN Award   | Melhor Cena de Sexo     | Naked Muscles: The New Breed (2007) | Tom Chase | Indicado  |